# Cieśle (gromada w powiecie oleśnickim)
Cieśle (do 28 I 1969 Sokołowice) – dawna gromada, czyli najmniejsza jednostka podziału terytorialnego Polskiej Rzeczypospolitej Ludowej w latach 1954–1972.
Gromady, z gromadzkimi radami narodowymi (GRN) jako organami władzy najniższego stopnia na wsi, funkcjonowały od reformy reorganizującej administrację wiejską przeprowadzonej jesienią 1954 do momentu ich zniesienia z dniem 1 stycznia 1973, tym samym wypierając organizację gminną w latach 1954–1972.
Gromadę Cieśle z siedzibą GRN w Cieślach utworzono 29 stycznia 1969 w powiecie oleśnickim w woj. wrocławskim w związku z przeniesieniem siedziby GRN gromady Sokołowice z Sokołowic do Cieśli i zmianą nazwy jednostki na gromada Cieśle. Dla gromady ustalono 27 członków gromadzkiej rady narodowej.
1 stycznia 1972 z gromady Cieśle wyłączono wsie Miodary i Boguszyce, włączając je do gromady Dobroszyce w tymże powiecie; do gromady Cieśle włączono natomiast wsie Stronia i Jemielna ze zniesionej gromady Wabienice tamże.
Gromada przetrwała do końca 1972 roku, czyli do kolejnej reformy gminnej.